# Quinn Shephard
Quinn Shephard (ur. 28 lutego 1995 w New Jersey) – amerykańska aktorka, która wystąpiła m.in. w filmach Złe wychowanie Cameron Post, Uciec przed śmiercią oraz Blame, który sama wyreżyserowała.

## Filmografia

### Filmy
| Rok  | Tytuł                       | Rola               | Uwagi                              |
| ---- | --------------------------- | ------------------ | ---------------------------------- |
| 2000 | Uciec przed śmiercią        | Margaux Lloyd      |                                    |
| 2004 | From Other Worlds           | Linda Schwartzbaum |                                    |
| 2006 | Odlotowe dzieciaki          | Donna Malone       |                                    |
| 2008 | Szkoła zgorszenia           | Eye Patch Girl     |                                    |
| 2013 | Trooper                     | Olive Flaxton      |                                    |
| 2014 | And, We're Out of Time      | Scarlett           |                                    |
| 2016 | Sweet, Sweet Lonely Girl    | Beth               |                                    |
| 2017 | Blame                       | Abigail Grey       | też scenarz., reżys. i producentka |
| 2018 | Windsor                     | Kat                |                                    |
| 2018 | Złe wychowanie Cameron Post | Coley Taylor       |                                    |
| 2018 | W blasku nocy               | Morgan             |                                    |
| 2020 | The Man in the Woods        | Jean Fenny         |                                    |

### Telewizja
| Rok     | Tytuł                              | Rola           | Uwagi          |
| ------- | ---------------------------------- | -------------- | -------------- |
| 2011    | Prawo i porządek: sekcja specjalna | Emma Butler    | 1 odc.         |
| 2012    | Made in Jersey                     | Kate Garretti  | 1 odc.         |
| 2013–14 | Hostages: Zakładnicy               | Morgan Sanders | w gł. obsadzie |
| 2013    | The Blacklist                      | Abby Fisher    | 1 odc.         |
| 2014    | Wybrana                            | Sasha Ferrel   | 1 odc.         |
| 2014–15 | Impersonalni                       | Claire Mahoney | 2 odc.         |
| 2015    | Almost There                       | Scarlett       | 4 odc.         |
| 2017    | Redliners                          | Katie Rhymer   | pilot serialu  |
| 2018    | Bull                               | Tally North    | 1 odc.         |
| 2018-19 | God Friended Me                    | Rachel Blake   | 2 odc.         |